# Vitbukig tofsturako
Vitbukig tofsturako (Crinifer leucogaster) är en fågel i familjen turakor inom ordningen turakofåglar.

## Utseende och läte
Vitbukig tofsturako är en udda grå turako med lång stjärt och en hög tofs på huvudet. I den fladdriga flykten syns vita teckningar på stjärtsidorna tydligt. Arten liknar östlig larmfågel i formen, men skiljs lätt på mörk näbb och rent vitt på buken. Den skiljs från barkindad tofsturako på vit buk, avsaknad av en mörk ögonmask och högre tofs. Bland lätena hörs serier med buttra skall och ett nasalt klassiskt ljud som på engelska ofta återges "go-away", därav det engelska namnet go-away-bird för tofsturakor.

## Utbredning och systematik
Fågeln förekommer på akaciasavann från Somalia och Etiopien till nordöstra Tanzania. Den behandlas som monotypisk, det vill säga att den inte delas in i några underarter.

### Släktestillhörighet
Arten placeras traditionellt i Corythaixoides, men genetiska studier visar att det släktet är parafyletiskt visavi Crinifer. Tongivande taxonomiska auktoriteten IOC inkluderar därför Corythaixoides i Crinifer och denna linje följs här. Andra, som BirdLife International, för dock istället vitbukig tofsturako till det egna släktet Criniferoides.

## Levnadssätt
Vitbukig tofsturako hittas i arid savann och öppet skogslandskap. Den ses vanligen i smågrupper.

## Status
Arten har ett stort utbredningsområde och beståndet anses vara stabilt. Internationella naturvårdsunionen IUCN listar den därför som livskraftig (LC).